# Großer Preis von Brasilien 1975
Der Große Preis von Brasilien 1975 (offiziell IV Grande Prêmio do Brasil) fand am 26. Januar auf dem Autódromo José Carlos Pace in São Paulo statt und war das zweite Rennen der Automobil-Weltmeisterschaft 1975.

## Berichte

### Hintergrund
Nach dem Großen Preis von Argentinien führte Emerson Fittipaldi in der Fahrerwertung mit drei Punkten vor James Hunt und mit fünf Punkten vor Carlos Reutemann. In der Konstrukteurswertung führte McLaren-Ford mit drei Punkten vor Hesketh-Ford und mit fünf Punkten vor Brabham-Ford.
Die Meldeliste für den zweiten WM-Lauf des Jahres entsprach exakt der des Großen Preises von Argentinien zwei Wochen zuvor, was zur damaligen Zeit aufgrund des noch nicht bestehenden Concorde-Agreements ungewöhnlich war.
Es gab lediglich Spekulationen über einen Wechsel von Ronnie Peterson von Lotus zu Shadow aufgrund der mangelnden Konkurrenzfähigkeit des technisch veralteten Lotus 72, die sich jedoch als unzutreffend erwiesen.
Wilson Fittipaldi trat mit einem neuen Wagen bei seinem Heimrennen an, da das erste Exemplar beim ersten Einsatz in Argentinien durch einen Unfall mit anschließendem Brand stark beschädigt worden war.
Graham Hill bestritt seinen 175. und letzten Grand Prix.

### Training
Jean-Pierre Jarier unterbot die Trainingsbestzeit des Vorjahres um rund drei Sekunden und sicherte sich damit seine zweite Pole-Position in Folge knapp vor dem amtierenden Weltmeister Emerson Fittipaldi. Es folgten Reutemann und Niki Lauda. Carlos Pace und Clay Regazzoni bildeten direkt hinter ihren jeweiligen Teamkollegen eine weitere Startreihe, die aus einem Brabham und einem Ferrari bestand.
Ohne zu ahnen, dass dies seine letzte erfolgreiche Qualifikation in der Formel 1 sein würde, erreichte Hill den 20. Startplatz.

### Rennen
Den Brabham-Werksfahrern Reutemann und Pace gelang der beste Start, während Fittipaldi aufgrund zu stark durchdrehender Räder nur vergleichsweise schlecht von seinem Startplatz wegkam. Vor der ersten Kurve lag Reutemann somit vor Jarier, Pace, Regazzoni, Lauda und Jody Scheckter.
In der fünften Runde eroberte Jarier die Führung von Reutemann zurück und verschaffte sich einen Vorsprung. In der 14. Runde ging auch Pace an seinem Teamkollegen vorbei, der inzwischen mit Reifenproblemen zu kämpfen hatten. Diese ließen den Argentinier im Laufe der folgenden Runden hinter Regazzoni, Fittipaldi, Lauda und Jochen Mass zurückfallen.
Zehn Runden vor Schluss und mit 25 Sekunden Vorsprung auf den Zweitplatzierten kam es in Jariers Motor zu ersten Fehlzündungen. Die Probleme verschärften sich, sodass der Franzose in Runde 33 ausfiel. Damit war der Weg frei für Paces ersten und einzigen Grand-Prix-Sieg, den er noch dazu vor heimischer Kulisse feiern konnte. Fittipaldi machte zur Freude der Zuschauer einen brasilianischen Doppelsieg beim Heimrennen komplett. Er war während des letzten Renndrittels an Regazzoni vorbeigegangen, der aufgrund der am Renntag herrschenden Hitze ebenfalls Probleme mit seinen Reifen bekommen hatte. Dadurch verlor der Schweizer wenig später auch noch den dritten Platz an Mass, der somit seine erste Podiumsplatzierung in der Formel 1 erreichte.

## Meldeliste
| Team                            | Nr. | Fahrer             | Chassis         | Motor                    | Reifen |
| ------------------------------- | --- | ------------------ | --------------- | ------------------------ | ------ |
| Marlboro Team Texaco            | 01  | Emerson Fittipaldi | McLaren M23     | Ford Cosworth DFV 3.0 V8 | G      |
| Marlboro Team Texaco            | 02  | Jochen Mass        | McLaren M23     | Ford Cosworth DFV 3.0 V8 | G      |
| Elf Team Tyrrell                | 03  | Jody Scheckter     | Tyrrell 007     | Ford Cosworth DFV 3.0 V8 | G      |
| Elf Team Tyrrell                | 04  | Patrick Depailler  | Tyrrell 007     | Ford Cosworth DFV 3.0 V8 | G      |
| John Player Team Lotus          | 05  | Ronnie Peterson    | Lotus 72E       | Ford Cosworth DFV 3.0 V8 | G      |
| John Player Team Lotus          | 06  | Jacky Ickx         | Lotus 72E       | Ford Cosworth DFV 3.0 V8 | G      |
| Martini Racing                  | 07  | Carlos Reutemann   | Brabham BT44B   | Ford Cosworth DFV 3.0 V8 | G      |
| Martini Racing                  | 08  | Carlos Pace        | Brabham BT44B   | Ford Cosworth DFV 3.0 V8 | G      |
| Beta Team March                 | 09  | Vittorio Brambilla | March 741       | Ford Cosworth DFV 3.0 V8 | G      |
| Scuderia Ferrari SpA SEFAC      | 11  | Clay Regazzoni     | Ferrari 312B3   | Ferrari 001/11 3.0 F12   | G      |
| Scuderia Ferrari SpA SEFAC      | 12  | Niki Lauda         | Ferrari 312B3   | Ferrari 001/11 3.0 F12   | G      |
| Stanley B.R.M.                  | 14  | Mike Wilds         | BRM P201        | BRM P200 3.0 V12         | G      |
| UOP Shadow Racing Team          | 16  | Tom Pryce          | Shadow DN3B     | Ford Cosworth DFV 3.0 V8 | G      |
| UOP Shadow Racing Team          | 17  | Jean-Pierre Jarier | Shadow DN5      | Ford Cosworth DFV 3.0 V8 | G      |
| Team Surtees                    | 18  | John Watson        | Surtees TS16    | Ford Cosworth DFV 3.0 V8 | G      |
| Frank Williams Racing Cars      | 20  | Arturo Merzario    | Williams FW03   | Ford Cosworth DFV 3.0 V8 | G      |
| Frank Williams Racing Cars      | 21  | Jacques Laffite    | Williams FW02   | Ford Cosworth DFV 3.0 V8 | G      |
| Embassy Racing with Graham Hill | 22  | Graham Hill        | Lola T370       | Ford Cosworth DFV 3.0 V8 | G      |
| Embassy Racing with Graham Hill | 23  | Rolf Stommelen     | Lola T370       | Ford Cosworth DFV 3.0 V8 | G      |
| Hesketh Racing                  | 24  | James Hunt         | Hesketh 308     | Ford Cosworth DFV 3.0 V8 | G      |
| Vel’s Parnelli Jones Racing     | 27  | Mario Andretti     | Parnelli VPJ4   | Ford Cosworth DFV 3.0 V8 | G      |
| Penske Cars                     | 28  | Mark Donohue       | Penske PC1      | Ford Cosworth DFV 3.0 V8 | G      |
| Copersucar-Fittipaldi           | 30  | Wilson Fittipaldi  | Copersucar FD02 | Ford Cosworth DFV 3.0 V8 | G      |

## Klassifikationen

### Startaufstellung
| Pos. | Fahrer             | Konstrukteur    | Zeit    | Ø-Geschwindigkeit | Start |
| ---- | ------------------ | --------------- | ------- | ----------------- | ----- |
| 01   | Jean-Pierre Jarier | Shadow-Ford     | 2:29,88 | 191,193 km/h      | 01    |
| 02   | Emerson Fittipaldi | McLaren-Ford    | 2:30,68 | 190,178 km/h      | 02    |
| 03   | Carlos Reutemann   | Brabham-Ford    | 2:31,00 | 189,775 km/h      | 03    |
| 04   | Niki Lauda         | Ferrari         | 2:31,12 | 189,624 km/h      | 04    |
| 05   | Clay Regazzoni     | Ferrari         | 2:31,22 | 189,499 km/h      | 05    |
| 06   | Carlos Pace        | Brabham-Ford    | 2:31,58 | 189,049 km/h      | 06    |
| 07   | James Hunt         | Hesketh-Ford    | 2:31,70 | 188,899 km/h      | 07    |
| 08   | Jody Scheckter     | Tyrrell-Ford    | 2:31,74 | 188,849 km/h      | 08    |
| 09   | Patrick Depailler  | Tyrrell-Ford    | 2:32,94 | 187,368 km/h      | 09    |
| 10   | Jochen Mass        | McLaren-Ford    | 2:33,06 | 187,221 km/h      | 10    |
| 11   | Arturo Merzario    | Williams-Ford   | 2:33,16 | 187,098 km/h      | 11    |
| 12   | Jacky Ickx         | Lotus-Ford      | 2:33,20 | 187,050 km/h      | 12    |
| 13   | John Watson        | Surtees-Ford    | 2:33,23 | 187,013 km/h      | 13    |
| 14   | Tom Pryce          | Shadow-Ford     | 2:33,24 | 187,001 km/h      | 14    |
| 15   | Mark Donohue       | Penske-Ford     | 2:33,33 | 186,891 km/h      | 15    |
| 16   | Ronnie Peterson    | Lotus-Ford      | 2:33,90 | 186,199 km/h      | 16    |
| 17   | Vittorio Brambilla | March-Ford      | 2:34,44 | 185,548 km/h      | 17    |
| 18   | Mario Andretti     | Parnelli-Ford   | 2:34,56 | 185,404 km/h      | 18    |
| 19   | Jacques Laffite    | Williams-Ford   | 2:34,76 | 185,164 km/h      | 19    |
| 20   | Graham Hill        | Lola-Ford       | 2:35,49 | 184,295 km/h      | 20    |
| 21   | Wilson Fittipaldi  | Copersucar-Ford | 2:36,47 | 183,141 km/h      | 21    |
| 22   | Mike Wilds         | B.R.M.          | 2:37,15 | 182,348 km/h      | 22    |
| 23   | Rolf Stommelen     | Lola-Ford       | 2:38,05 | 181,310 km/h      | 23    |

### Rennen
| Pos. | Fahrer             | Konstrukteur    | Runden | Stopps | Zeit       | Start | Schnellste Runde |
| ---- | ------------------ | --------------- | ------ | ------ | ---------- | ----- | ---------------- |
| 01   | Carlos Pace        | Brabham-Ford    | 40     | 0      | 1:44:41,17 | 06    | 2:35,75          |
| 02   | Emerson Fittipaldi | McLaren-Ford    | 40     | 0      | + 5,79     | 02    | 2:35,73          |
| 03   | Jochen Mass        | McLaren-Ford    | 40     | 0      | + 26,66    | 10    | 2:36,32          |
| 04   | Clay Regazzoni     | Ferrari         | 40     | 0      | + 43,28    | 05    | 2:35,63          |
| 05   | Niki Lauda         | Ferrari         | 40     | 0      | + 1:01,88  | 04    | 2:35,22          |
| 06   | James Hunt         | Hesketh-Ford    | 40     | 0      | + 1:05,12  | 07    | 2:35,77          |
| 07   | Mario Andretti     | Parnelli-Ford   | 40     | 0      | + 1:06,81  | 18    | 2:35,19          |
| 08   | Carlos Reutemann   | Brabham-Ford    | 40     | 1      | + 1:39,62  | 03    | 2:36,30          |
| 09   | Jacky Ickx         | Lotus-Ford      | 40     | 0      | + 1:51,84  | 12    | 2:37,19          |
| 10   | John Watson        | Surtees-Ford    | 40     | 1      | + 2:29,60  | 13    | 2:37,02          |
| 11   | Jacques Laffite    | Williams-Ford   | 39     | 0      | + 1 Runde  | 19    | 2:39,75          |
| 12   | Graham Hill        | Lola-Ford       | 39     | 0      | + 1 Runde  | 20    | 2:39,97          |
| 13   | Wilson Fittipaldi  | Copersucar-Ford | 39     | 0      | + 1 Runde  | 21    | 2:40,33          |
| 14   | Rolf Stommelen     | Lola-Ford       | 39     | 0      | + 1 Runde  | 23    | 2:40,92          |
| 15   | Ronnie Peterson    | Lotus-Ford      | 38     | 0      | + 2 Runden | 16    | 2:38,11          |
| –    | Jean-Pierre Jarier | Shadow-Ford     | 32     | 0      | DNF        | 01    | 2:34,16 (10.)    |
| –    | Patrick Depailler  | Tyrrell-Ford    | 31     | 0      | DNF        | 09    | 2:35,59          |
| –    | Tom Pryce          | Shadow-Ford     | 31     | 0      | DNF        | 14    | 2:37,87          |
| –    | Arturo Merzario    | Williams-Ford   | 24     | 0      | DNF        | 11    | 2:37,56          |
| –    | Mark Donohue       | Penske-Ford     | 22     | 0      | DNF        | 15    | 2:37,51          |
| –    | Mike Wilds         | B.R.M.          | 22     | 0      | DNF        | 22    | 2:41,84          |
| –    | Jody Scheckter     | Tyrrell-Ford    | 18     | 1      | DNF        | 08    | 2:35,95          |
| –    | Vittorio Brambilla | March-Ford      | 1      | 0      | DNF        | 17    | 2:59,49          |

## WM-Stände nach dem Rennen
Die ersten sechs des Rennens bekamen 9, 6, 4, 3, 2 bzw. 1 Punkt(e). In der Konstrukteurswertung zählten nur die Punkte des bestplatzierten Fahrers eines Teams. Es zählten nur die besten sieben Ergebnisse aus den ersten acht Rennen und die besten fünf aus den letzten sechs Rennen.

### Fahrerwertung
| Pos. | Fahrer             | Konstrukteur  | Punkte |
| ---- | ------------------ | ------------- | ------ |
| 01   | Emerson Fittipaldi | McLaren-Ford  | 15     |
| 02   | Carlos Pace        | Brabham-Ford  | 9      |
| 03   | James Hunt         | Hesketh-Ford  | 7      |
| 04   | Clay Regazzoni     | Ferrari       | 6      |
| 05   | Carlos Reutemann   | Brabham-Ford  | 4      |
| 06   | Jochen Mass        | McLaren-Ford  | 4      |
| 07   | Niki Lauda         | Ferrari       | 3      |
| 08   | Patrick Depailler  | Tyrrell-Ford  | 2      |
| 09   | Mark Donohue       | Penske-Ford   | 0      |
| 10   | Mario Andretti     | Parnelli-Ford | 0      |
| 11   | Jacky Ickx         | Lotus-Ford    | 0      |
| 12   | Vittorio Brambilla | March-Ford    | 0      |

| Pos. | Fahrer             | Konstrukteur    | Punkte |
| ---- | ------------------ | --------------- | ------ |
| 13   | Graham Hill        | Lola-Ford       | 0      |
| 14   | John Watson        | Surtees-Ford    | 0      |
| 15   | Jody Scheckter     | Tyrrell-Ford    | 0      |
| 16   | Jacques Laffite    | Williams-Ford   | 0      |
| 17   | Tom Pryce          | Shadow-Ford     | 0      |
| 18   | Rolf Stommelen     | Lola-Ford       | 0      |
| 19   | Wilson Fittipaldi  | Copersucar-Ford | 0      |
| 20   | Ronnie Peterson    | Lotus-Ford      | 0      |
| –    | Arturo Merzario    | Williams-Ford   | 0      |
| –    | Mike Wilds         | B.R.M.          | 0      |
| –    | Jean-Pierre Jarier | Shadow-Ford     | 0      |

### Konstrukteurswertung
| Pos. | Konstrukteur  | Punkte |
| ---- | ------------- | ------ |
| 01   | McLaren-Ford  | 15     |
| 02   | Brabham-Ford  | 13     |
| 03   | Hesketh-Ford  | 7      |
| 04   | Ferrari       | 6      |
| 05   | Tyrrell-Ford  | 2      |
| 06   | Penske-Ford   | 0      |
| 07   | Parnelli-Ford | 0      |
| 08   | Lotus-Ford    | 0      |

| Pos. | Konstrukteur    | Punkte |
| ---- | --------------- | ------ |
| 09   | March-Ford      | 0      |
| 10   | Lola-Ford       | 0      |
| 11   | Surtees-Ford    | 0      |
| 12   | Williams-Ford   | 0      |
| 13   | Shadow-Ford     | 0      |
| –    | B.R.M.          | 0      |
| –    | Copersucar-Ford | 0      |